# 短枝小煤炱
短枝小煤炱（学名：Meliola brachypoda）是属于小煤炱目小煤炱科小煤炱属的一种真菌，寄生在大戟科植物上。该种分布于中国、菲律宾。